# Diodia saponariifolia
Diodia saponariifolia är en måreväxtart som först beskrevs av Adelbert von Chamisso och Diederich Franz Leonhard von Schlechtendal, och fick sitt nu gällande namn av Karl Moritz Schumann. Diodia saponariifolia ingår i släktet Diodia och familjen måreväxter. Inga underarter finns listade i Catalogue of Life.